# Dipoena mertoni
Espèce
Dipoena mertoni est une espèce d'araignées aranéomorphes de la famille des Theridiidae.

## Distribution
Cette espèce est endémique du Panama. 

## Description
La femelle holotype mesure 1,6 mm.

## Étymologie
Cette espèce est nommée en l'honneur d'Arthur Merton Chickering.

## Publication originale
- Levi, 1963 : American spiders of the genera Audifia, Euryopis and Dipoena (Araneae: Theridiidae). Bulletin of the Museum of Comparative Zoology, vol. 129, no 2, p. 121-185 (texte intégral).